# 叉尾深海帶魚
叉尾深海帶魚，为輻鰭魚綱鱸形目鯖亞目带鱼科的其中一種。分布於全球三大洋溫帶海域，棲息深度在水深200-850公尺，本魚體銀色，下顎、鰓蓋、內口和鰓腔黑色，背鰭硬棘38-42枚；背鰭軟條78-89枚；臀鰭硬棘2枚；臀鰭軟條69-72枚；脊椎骨122-132個，體長可達230公分，屬肉食性，棲息在大陸坡。

## 外部連結
- 叉尾深海帶魚的圖片

## 扩展阅读
維基物種上的相關：叉尾深海帶魚